# 奥格斯堡县
奥格斯堡县（Landkreis Augsburg）是德国巴伐利亚州人口数第三的县，隶属于施瓦本行政区，首府奥格斯堡。

## 華語譯名
由於兩岸對於德國行政區「Landkreis」翻譯的不同，台灣稱為「奧格斯堡郡」；中國大陸稱為「奥格斯堡县」。

## 地理
奥格斯堡县北面与多瑙-里斯县，东面与艾夏赫-弗里德贝格县、奥格斯堡市和莱希河畔兰茨贝格县，南面与东阿尔高县，西南面与下阿尔高县，西面与金茨堡县和多瑙河畔迪林根县相邻。